# جيرالد دي غاوري
جيرالد دي غاوري (بالإنجليزية: Gerald de Gaury)‏ (1897 – 1984)، حامل وسام الصليب العسكري، كان ضابط عسكري، ومستعرب، مستكشف، مؤرخ ودبلوماسي بريطاني.

## السيرة الذاتية

جيرالد دي غاوري يسار الصورة مع وجهاء من الكويت وهم يوسف النصر الله ويوسف بن عيسى القناعي في جزيرة فيلكا - الكويت

كان الوكيل السياسي البريطاني في الكويت في عقد الثلاثينات من القرن 20 ، وقام بتنظيم وشارك في الزيارة الرسمية للسير أندرو رايان إلى الرياض في نوفمبر عام 1935. كان يجيد العربية، ومصور متحمسا وماهر، وينسب اليه الفضل بنسبة كبيرة من الصور التي التقطت في شبه الجزيرة العربية خلال تلك الفترة.

## حياته العسكرية والسياسية
خدم جيرالد في فوج هامبشاير في الحرب العالمية الأولى ، حيث قاتل وأصيب في عدة مناسبات ، بما في ذلك حملة جاليبولي. ونال وسام الصليب العسكري عام 1917 ، وبعدها خدم كوكيل سياسي بريطاني في الكويت في ثلاثينيات القرن الماضي ، ونظم الزيارة الرسمية للسير أندرو راين إلى الرياض في نوفمبر 1935 وشارك فيها ، لتقديم وسام الحمام للملك عبد العزيز آل سعود. 

## لغته العربية
كان يتحدث اللغة العربية بطلاقة وقضى الكثير من الوقت في الصيد مع الملك عبد العزيز آل سعود خلال مهمته في زمن الحرب في نجد وعسير ، وخلال ذلك الوقت أصبح مرجعًا رئيسيًا في المنطقة وكتب عددًا من الكتب حول هذا الموضوع في وقت لاحق من حياته ، وهو مسؤول عن نسبة كبيرة من صور شبه الجزيرة العربية من هذه الفترة ، وكان أيضًا رسامًا مائيًا ورسامًا بارعًا ، وكثيراً ما كان يرسم أو يرسم المشاهد من الذاكرة بعد ساعات فقط من حدوثها.